# Tân Liêm
Tân Liêm là một phường thuộc thành phố Phủ Lý, tỉnh Hà Nam cũ (nay là tỉnh Ninh Bình), Việt Nam.

## Địa lý
Phường Tân Liêm có diện tích 9,01 km², dân số năm 2023 là 12.677 người, mật độ dân số đạt 1.406 người/km².

## Lịch sử
Xã Liêm Tiết và xã Liêm Tuyền chuyển từ huyện Thanh Liêm về thành phố Phủ Lý vào năm 2013.
Ngày 14 tháng 11 năm 2024, Ủy ban Thường vụ Quốc hội ban hành Nghị quyết số 1288/NQ-UBTVQH15 về việc sắp xếp đơn vị hành chính cấp huyện, cấp xã của tỉnh Hà Nam giai đoạn 2023 – 2025 (nghị quyết có hiệu lực từ ngày 1 tháng 1 năm 2025). Theo đó, thành lập phường Tân Liêm trên cơ sở toàn bộ 3,31 km² diện tích tự nhiên, quy mô dân số là 5.433 người của xã Liêm Tuyền và toàn bộ 5,70 km² diện tích tự nhiên, quy mô dân số là 7.244 người của xã Liêm Tiết.
Phường Tân Liêm có 9,01 km² diện tích tự nhiên và quy mô dân số là 12.677 người.